# Ostermundigen
Ostermundigen (berndeutsch Oschtermundige [ˌɔʃtərˈmʊndɪgə], auch gekürzt Mundige [mʊndɪgə]) ist eine Einwohnergemeinde und der Hauptort des Verwaltungskreises Bern-Mittelland des Schweizer Kantons Bern.

## Geographie
Ostermundigen ist eine Gemeinde in der Agglomeration Bern und liegt östlich von Bern am Fuss des Ostermundigenbergs.

## Geschichte

Luftbild (1967)

Erstmals urkundlich erwähnt findet sich Ostermundigen im Jahr 1239 in der Phrase Chonradus laicus de Osturmundingin. Beim Ortsnamen handelt sich um einen primären Siedlungsnamen, gebildet mit dem althochdeutschen männlichen Personennamen Ostermund, erweitert um das Zugehörigkeitssuffix ‑ingen; «Ostermundigen» bedeutete somit ursprünglich «bei den Leuten des Ostermund».
Im 17. Jahrhundert war Ostermundigen Schauplatz des Bauernkriegs von 1653, als Truppen unter Niklaus Leuenberger im nahen Murifeld lagerten. 1798 zog die französische Armee nach der Schlacht am Grauholz durch das Gebiet. Bedeutend wurde der Ort vor allem durch die Sandsteinbrüche am Ostermundigerberg, deren Material für zahlreiche Berner Bauten, darunter das Münster, verwendet wurde. Künstler wie Ferdinand Hodler und Paul Klee nutzten die Steinbrüche als Motiv.
Im Jahr 1870 wurde in Ostermundigen die erste Zahnradbahn Europas in Betrieb genommen. Sie diente dem Transport von Gestein aus dem damals grössten Steinbruch der Schweiz zum Bahnhof Ostermundigen.
Bis Ende 1982 war Ostermundigen als sogenannte Viertelsgemeinde Teil der Gesamtgemeinde Bolligen. Mit der Auflösung dieser Struktur zum 1. Januar 1983 erhielt Ostermundigen den Status einer eigenständigen Einwohnergemeinde mit eigener Verwaltung. Seither entwickelte es sich zu einer typischen Agglomerationsgemeinde mit vielfältigem Wohn-, Arbeits- und Freizeitangebot.
Seit 1979 hat Ostermundigen eine Städtepartnerschaft mit Löhnberg an der Lahn, Deutschland.

### Gescheiterte Fusion mit Bern
Zu Beginn des Jahres 2021 nahmen die Stadt Bern und Ostermundigen unter dem Projektnamen «Kooperation Ostermundigen – Bern» Fusionsverhandlungen auf. Nach einer öffentlichen Vernehmlassung der Fusionsdokumente zwischen Mitte Oktober und Mitte Dezember 2022 verabschiedeten die Gemeinderäte beider Gemeinden im April 2023 das Fusionspaket zuhanden der Parlamente und Stimmberechtigten. Im Juni 2023 beschlossen die Parlamente, die Vorlage mit Annahmeempfehlung zur Abstimmung zu bringen.
Am 22. Oktober 2023 fand in beiden Gemeinden eine Volksabstimmung statt. Während die Stimmberechtigten der Stadt Bern der Fusion mit rund 72 % zustimmten, lehnte die Stimmbevölkerung Ostermundigens das Vorhaben mit über 57 Prozent ab. Damit gilt das Fusionsprojekt als gescheitert.

## Bevölkerung
| Jahr      | 1836   | 1910   | 1930   | 1950   | 1955   | 1960   | 1965   | 1970   | 1975   | 1980   | 1983   |
| Einwohner | 689    | 2'325  | 3'747  | 5'339  | 6'530  | 8'754  | 11'923 | 15'854 | 16'321 | 17'034 | 17'611 |
|           |        |        |        |        |        |        |        |        |        |        |        |
| Jahr      | 1985   | 1990   | 1995   | 2000   | 2005   | 2010   | 2015   | 2020   | 2021   | 2022   | 2023   |
| Einwohner | 17'426 | 16'762 | 16'121 | 15'384 | 15'132 | 15'667 | 17'024 | 18'005 | 18'044 | 18'255 | 18'395 |

## Politik
- Grüne: 3
- SP: 11
- PPS: 1
- GLP: 6
- EVP: 3
- Mitte: 4
- FDP: 3
- SVP: 9

Der Gemeinderat ist die Exekutive Ostermundigens. Er zählt sieben Mitglieder (bis 2012 neun). Mit Ausnahme des Gemeindepräsidenten arbeiten die Gemeinderäte nebenamtlich. Der Gemeinderat wird alle vier Jahre im Proporzsystem gewählt (gleichzeitig mit dem Grossen Gemeinderat). Sofern mehrere Kandidaturen eingehen, wird der Gemeindepräsident im Majorzverfahren gewählt, ansonsten in stiller Wahl. Gemeindepräsident ist seit 2013 Thomas Iten (parteilos; zuvor SP-Gemeinderat).
Der Grosse Gemeinderat ist die Legislative Ostermundigens. Er umfasst 40 Mitglieder und wird alle vier Jahre im Proporzsystem gewählt. Die links stehende Grafik zeigt die momentane Sitzverteilung des Grossen Gemeinderates (Stand Januar 2024).
Die untenstehende Tabelle zeigt die Sitzverteilung nach den Wahlen seit Einführung des Gemeindeparlamentes:
| Partei      | 1972 | 1976 | 1980 | 1984 | 1988 | 1992 | 1996 | 2000 | 2004 | 2008 | 2012 | 2016 | 2020 | 2024 |
| ----------- | ---- | ---- | ---- | ---- | ---- | ---- | ---- | ---- | ---- | ---- | ---- | ---- | ---- | ---- |
| SP 1        | 19   | 19   | 19   | 15   | 12   | 12   | 14   | 13   | 15   | 14   | 13   | 12   | 12   | 11   |
| SVP         | 5    | 6    | 5    | 6    | 9    | 6    | 6    | 9    | 9    | 10   | 11   | 11   | 9    | 9    |
| glp         |      |      |      |      |      |      |      |      |      |      | 3    | 5    | 6    | 6    |
| FDP         | 7    | 7    | 8    | 7    | 8    | 6    | 5    | 6    | 5    | 4    | 4    | 5    | 4    | 3    |
| CVP/BDP 3   | 4    | 3    | 3    | 4    | 3    | 3    | 3    | 3    | 2    | 2    | 2    | 2    | 3    | 4    |
| EVP 2       | 2    | 2    | 3    | 3    | 3    | 4    | 4    | 5    | 4    | 5    | 4    | 4    | 3    | 3    |
| Grüne       |      |      |      |      |      |      |      |      |      |      |      |      | 2    | 3    |
| Piraten     |      |      |      |      |      |      |      |      |      |      |      |      | 1    | 1    |
| FORUM       |      |      |      |      |      |      |      | 2    | 3    | 5    | 3    | 1    |      |      |
| LdU         | 3    | 3    | 2    | 2    | 2    | 3    | 2    |      |      |      |      |      |      |      |
| SD          |      |      |      |      |      | 2    | 2    | 2    | 2    |      |      |      |      |      |
| POCH        |      |      |      | 2    | 2    |      |      |      |      |      |      |      |      |      |
| Auto-Partei |      |      |      |      |      | 2    | 2    |      |      |      |      |      |      |      |
| DA/GP       |      |      |      | 1    | 1    | 1    |      |      |      |      |      |      |      |      |
| Freie Liste |      |      |      |      |      | 1    | 2    |      |      |      |      |      |      |      |

Bei den Nationalratswahlen 2023 betrugen die Wähleranteile in Ostermundigen (in Klammern die Veränderung im Vergleich zu den Wahlen 2019 in Prozentpunkten): SP 25,68 % (+4,67), SVP 22,80 % (+0,81), glp 12,26 % (+1,81), Mitte 10,72 % (−2,52), Grüne 10,29 % (−3,90), FDP 6,91 % (−1,33), EVP 5,30 % (+0,09), EDU 2,09 % (+0,64), Weitere 3,94 % (−0,26).

## Wirtschaft

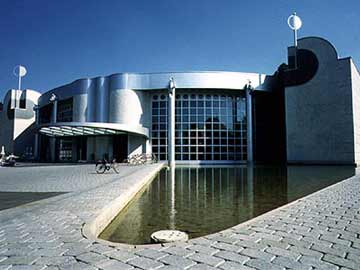
Migros-Supermarkt (Architekt Justus Dahinden)

In Ostermundigen sind mehrheitlich KMU angesiedelt. Die grössten in der Gemeinde domizilierten Firmen sind Intersport und Emmi. Seit 2004 betreibt die Schweizerische Post in Ostermundigen ein Verteilzentrum. Neben diesen Firmen sind zudem bekannte Firmen wie die Friedrich Sport AG oder der Kabelhersteller «Kablan» in Ostermundigen tätig.

### Verkehr

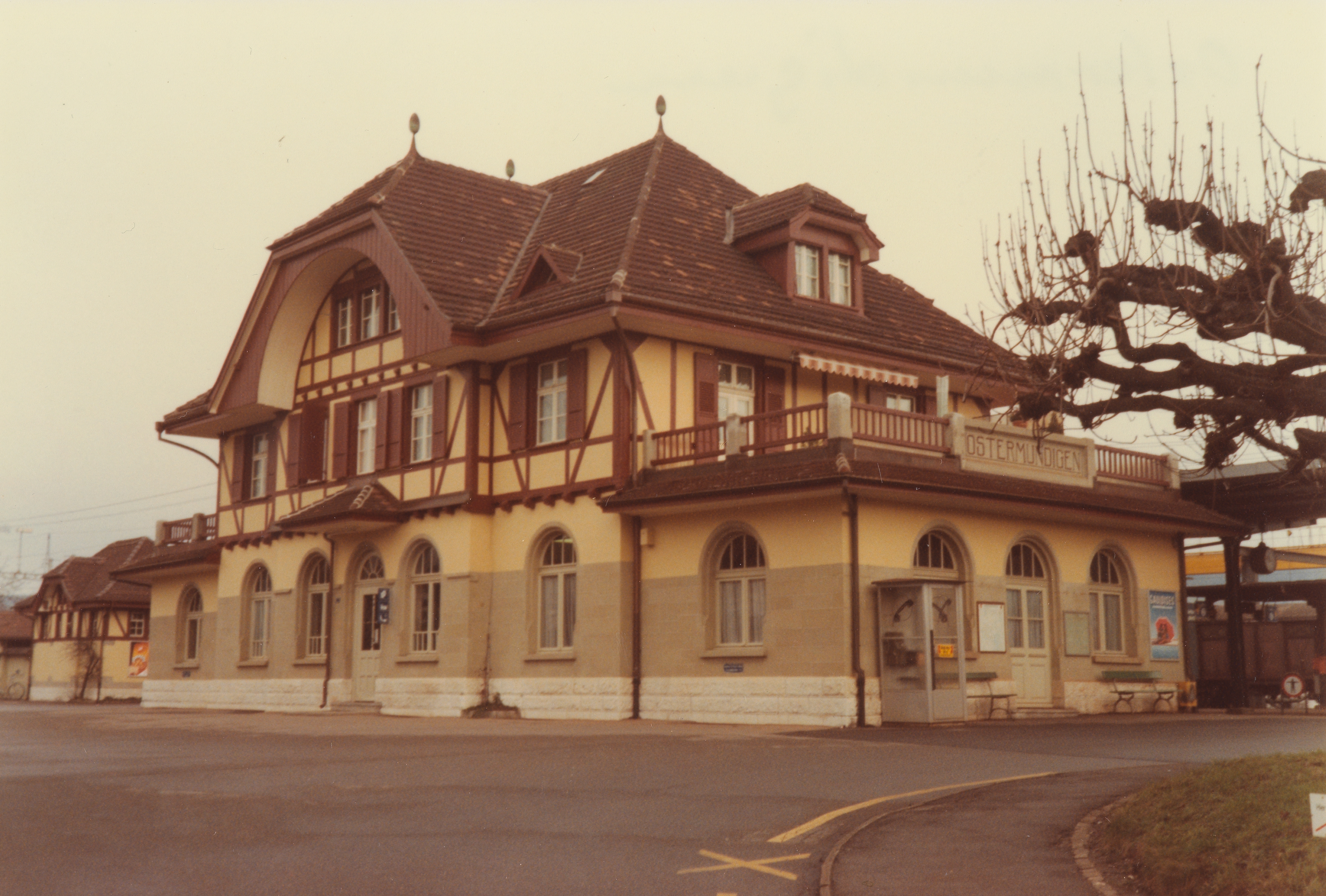
Bahnhof Ostermundigen (1983)

Den ersten Anschluss an den öffentlichen Verkehr erhielt Ostermundigen mit der Bahnstrecke Bern–Thun bereits 1859. 1924 wurde es an das Netz des Stadtberner Nahverkehrs angeschlossen.
- Autobahnen (Anschlüsse Bern-Wankdorf und Bern-Ostring)
- S-Bahn Bern
- Bus Bernmobil (älteste Stadtbuslinie der Schweiz)
- Bus RBS
- Mobility on demand mybuxi
- Publibike

Mit voraussichtlichem Baubeginn im Juli 2024 wird innerhalb von rund 5 Jahren das Tram Bern – Ostermundigen (TBO) realisiert. Ab voraussichtlich 2025 bauen die SBB gleichzeitig den Bahnhof Ostermundigen um, u. a. mit direkten Verbindungen zu den Tramhaltestellen.

## Wasserversorgung
Ostermundigen ist beim Wasserverbund Region Bern angeschlossen.

## Kunst, Bildung, Kultur

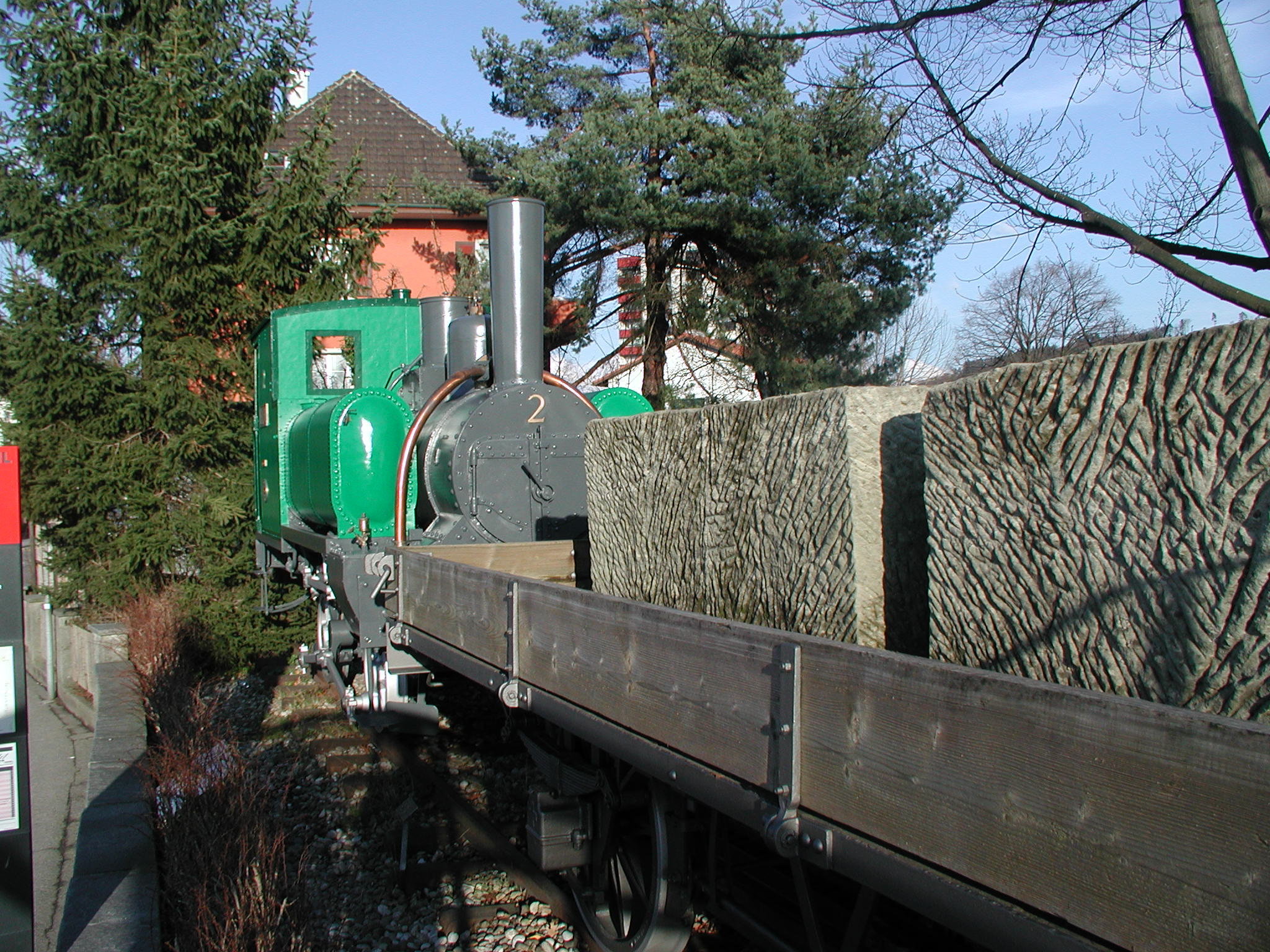
Historische Zugkomposition mit Sandsteinen

Kulturell ist Ostermundigen stark auf die benachbarte Stadt Bern ausgerichtet. Ostermundigen hat ein gut ausgebautes Grundschulsystem mit vier Schulzentren (Bernstrasse, Dennigkofen, Mösli und Rüti).
In den Sandsteinbrüchen Ostermundigens wurden jahrhundertelang Sandsteine gebrochen, die in der Stadt Bern als Bausubstanz verwendet wurden. Namentlich auch das Berner Münster wurde zu grossen Teilen aus Ostermundiger Sandstein erbaut. Sogar Teile des Kölner Doms wurden mit Ostermundiger Sandstein hergestellt.
Das kulturelle Leben Ostermundigens wird stark durch seine zahlreichen Vereine bestimmt.
Literarische Erwähnung fand der Ort in der Kurzgeschichte «Der Rand von Ostermundigen» (1973)
von Franz Hohler

## Sehenswürdigkeiten
Die Gemeinde ist auch wegen ihrer modernen Architektur sehenswert, z. B. des Migros-Einkaufszentrums von Justus Dahinden.

## Persönlichkeiten
- Ernst Nobs (1886–1957), 1906–1912 Lehrer in Ostermundigen, 1943–1951 Bundesrat
- Fred Erismann (1891–1979), Theater-, Portrait- und Kulturfotograf, lebte in Ostermundigen
- Paul Berger (1920–2004), reformierter Geistlicher, Obdachlosenpfarrer, wurde in Ostermundigen geboren
- Eberhard W. Kornfeld (1923–2023), Kunstsammler, Galerist und Autor, lebte in Ostermundigen
- Ursula Andress (* 1936), Schauspielerin, wurde in Ostermundigen geboren
- Heidi und Peter Zuber (* 1942 / 1939–1999), Flüchtlingshelfer
- Rupert Moser (* 1944), Afrika-Forscher, Sachbuch-Autor und Afrikanistik-Professor der Universität Bern, lebt seit 1973 in Ostermundigen
- Renzo Holzer (* 1952), ehemaliger Eishockeyspieler, Stürmer des SC Bern der späten 1970er Jahre, lebt in Ostermundigen
- Hans-Peter Zaugg (* 1952), Stürmer beim FC Rapid Ostermundigen, 2000 Schweizer Nationaltrainer
- Kristina Rothen-Böhm (* 1959), Schauspielerin, Tochter von Karlheinz Böhm
- Andreas Beutler (* 1963), ehemaliger Eishockeyspieler, Verteidiger des SC Bern der späten 1980er und frühen 1990er Jahre, wuchs in Ostermundigen auf
- Patrick Howald (* 1969), Eishockeyspieler, wuchs in Ostermundigen auf
- Samuel Schwarz (* 1971), Regisseur (Wilhelm Tell als Friedrich Leibacher), ging in Ostermundigen zur Schule
- Michelle Hunziker (* 1977), TV-Moderatorin, wuchs in Ostermundigen auf
- Michel Kratochvil (* 1979), Tennisspieler, heute Leiter der Michel Kratochvil Tennis Academy in Ostermundigen
- Tommy Vercetti (* 1981), Rapper, wuchs in Ostermundigen auf
- Philippe Furrer (* 1985), Eishockeyspieler
- Roman Josi (* 1990), Eishockeyspieler
- Kim de l’Horizon (* 1992), Autorenperson
- Julia Saner (* 1992), Model, wuchs in Ostermundigen auf